# Empyreuma mucro
Empyreuma mucro är en fjärilsart som beskrevs av Hans Zerny 1912. Empyreuma mucro ingår i släktet Empyreuma och familjen björnspinnare. Inga underarter finns listade i Catalogue of Life.